# Jablanica (Czarnogóra)
Jablanica (cyr. Јабланица) – wieś w Czarnogórze, w gminie Rožaje. W 2011 roku liczyła 470 mieszkańców.